# Trentola-Ducenta
Trentola-Ducenta es una ciudad situada en la provincia de Caserta, en la Campania (Italia). Tiene una población estimada, a fines de mayo de 2022, de 20 157 habitantes.

## Demografía
| Gráfica de evolución demográfica de Trentola-Ducenta entre 1861 y 2022 |
|                                                                        |
| Fuente: ISTAT - Elaboración gráfica de Wikipedia                       |